# Hans Conrad Vogel
Hans Conrad Vogel (1750 - 1835), was een Zwitsers politicus.
Hans Conrad Vogel werd in 1821, als opvolger van Hans Georg Finsler, tot stadspresident van Zürich (dat wil zeggen burgemeester) gekozen. Hij bleef stadspresident tot 1831 en regeerde dus tijdens de Restauratie.